# Anil Kumar Chopra
Anil Kumar Chopra, mais conhecido como Anil K. Chopra (18 de fevereiro de 1941) é um engenheiro indo-estadonudinense.

## Formação
- Engenheiro civil: Banaras Hindu University, Índia, 1960
- Mestre: Universidade da Califórnia, Berkeley, 1963
- Doutor: Universidade da Califórnia, Berkeley, 1966

## Obras
- Dynamics of Structures, A Primer, 1981 e 2005
- Dynamics of Structures: Theory and Applications to Earthquake Engineering, 1995 e 2001